# Tiličo
Tiličo (také Tilicho Peak) je hora v Nepálu v pohoří Himálaj, ležící nedaleko Annapurny. Vrchol objevili členové francouzské expedice Annapurna z roku 1950 vedené Mauricem Herzogem, kteří se pokoušeli najít Annapurnu I. Severovýchodně od hory Tiličo se nachází jezero Tiličo.

## Prvovýstup
První výstup byl proveden v roce 1978 francouzským horolezcem Emanuelem Schmutzem.